# Roderick Chisholm (filozof)
Roderick M. Chisholm (ur. 1916 w Seekonk stan Massachusetts, zm. 1999 w Providence w stanie Rhode Island) – amerykański filozof, który stosował metody fenomenologiczne Brentany i Meinonga do głównych zagadnień epistemologii w tradycji analitycznej w dziełach takich jak Perceiving: Philosophical Study (1957), Realism and the Background of Phenomenology (1960), Person and Object: A Metaphysical Study (1976) i Brentano and Intrinsic Value (1986).